# Spica (nhóm nhạc)
Spica (tiếng Hàn: 스피카, viết cách điệu SPICA) là một nhóm nhạc nữ gồm 5 thành viên thuộc công ty B2m Entertaiment tại Hàn Quốc. Đầu năm 2012, B2M Entertainment chính thức công bố với công chúng về việc họ sẽ cho ra mắt một nhóm nhạc nữ bằng cách tung ra hình ảnh và thông tin cá nhân của các thành viên, ngay lập tức đã gây ấn tượng với các cư dân mạng.Nhóm chính thức tan rã ngày 6/2/2017.

## Thành viên
| Nghệ danh | Nghệ danh | Tên khai sinh | Tên khai sinh | Tên khai sinh | Tên khai sinh  | Ngày sinh        | Vị trí                                           |
| Latinh    | Hangul    | Latinh        | Hangul        | Hanja         | Hán Việt       | Ngày sinh        | Vị trí                                           |
| --------- | --------- | ------------- | ------------- | ------------- | -------------- | ---------------- | ------------------------------------------------ |
| BoA       | 보아      | Kim Bo-ah     | 김보아        | 金甫娥        | Kim Bảo Nhi    | 1 tháng 2, 1987  | Hát chính, trưởng nhóm, phát ngôn chính của nhóm |
| Narae     | 나래      | Park Na-rae   | 박나래        | 朴娜萊        | Phác Nhã Lại   | 23 tháng 2, 1988 | Hát dẫn                                          |
| Jiwon     | 우희      | Yang Ji-won   | 양지원        | 楊知元        | Dương Chi Uyên | 5 tháng 4, 1988  | Hát phụ, visual, gương mặt đại diện              |
| Sihyun    | 지현      | Park Si-hyun  | 박시현        | 朴是炫        | Phác Thuý Hiền | 10 tháng 5, 1986 | Rap chính, hát phụ                               |
| Bohyung   | 보형      | Kim Bo-hyung  | 김보형        | 金保亨        | Kim Bảo Hanh   | 31 tháng 3, 1989 | Hát chính, maknae                                |